# Xenorhina parkerorum
Espèce
Statut de conservation UICN

 LC  : Préoccupation mineure
Xenorhina parkerorum est une espèce d'amphibiens de la famille des Microhylidae.

## Répartition
Cette espèce est endémique de Nouvelle-Guinée. Son aire de répartition concerne les zones montagneuses de l'Est de la province indonésienne de Papouasie, en Nouvelle-Guinée occidentale, et celles de l'Ouest de la Papouasie-Nouvelle-Guinée. Elle est présente entre 1 280 et 2 000 m d'altitude,.

## Étymologie
Son nom d'espèce, parkerorum, lui a été donné en référence à Hampton Wildman Parker, herpétologiste britannique et à Frederick Stanley Parker, herpétologiste australien.

## Publication originale
- Zweifel, 1972 : Results of the Archbold Expeditions No. 97. A revision of the frogs of the subfamily Asterophryinae, family Microhylidae. Bulletin of the American Museum of Natural History, vol. 148, p. 411-546 (texte intégral).